# Ẩm thực người Ê Đê
Ẩm thực Ê Đê (Tiếng Êđê: Drăp Bơng huă Anak Ê Đê) là sự hòa trộn tinh tế của thảo dược, gia vị và thực phẩm tươi sống với những phong cách nấu nướng đặc biệt. Mỗi món ăn hay toàn thể bữa ăn đều có sự phối trộn tinh tế giữa vị cay, chua, và đắng. Ẩm thực Ê đê là một phần của văn hóa Tây Nguyên và trở thành một trong những yếu tố thu hút khách du lịch.
Một món ăn đều sử dụng gia vị cay nóng. Người Ê đê quan niệm bữa ăn là nơi giao tiếp thân mật của mọi người. Trong bữa ăn, món ăn chính là cơm tẻ, trước kia được nấu trong nồi đất hay nồi đồng lớn cho đại gia đình, ăn cùng với nhiều món được chế biến theo các cách khác nhau, theo khẩu vị của mỗi nhóm địa phương nói chung là sử dụng nhiều các gia vị cay như: ớt, gừng, riềng, cà ri và các loại thảo dược khác... Đó là các món thịt bò xào  gừng sả, các loại thịt thú rừng, các món hầm như canh làm từ bột gạo xay nhuyễn từ  loại "adjao" thảo dược để nấu hầu món soup, tựa rất giống các món cà ri của ấn độ, hoặc rán, các loại  rất phổ biến  salad  và cay như: Đu đủ, xoài, măng chua, cà đắng, các loại cá khô, các loại thịt khô... Người Ê đê ăn tráng miệng bằng hoa quả tươi hay những loại bánh truyền thống thường làm bằng bột gạo, bột sắn trộn các loại chuối chín lấy nước thơm. Đặc biệt, người Ê đê luôn  coi thú ẩm thực là cách giải trí ưa thích nhất.
Thông thường chế biến món ăn trong gia đình là bàn tay khéo léo của phụ nữ, nhưng trong các đám lễ lớn thì các  món ăn được thực hiện công phu bởi người đàn ông.